# Mon doux, mon chéri, mon aimé, mon unique
Pour plus de détails, voir Fiche technique et Distribution.
Mon doux, mon chéri, mon aimé, mon unique (Милый, дорогой, любимый, единственный…) est un film soviétique réalisé par Dinara Assanova, sorti en 1984,.

## Fiche technique
- Photographie : Vladimir Ilin
- Musique : Victor Kissine
- Décors : Natalia Vassilieva, N. Abdoulaieva
- Montage : Tamara Lipartia